# Arizona Dranes
Juanita „Arizona“ Dranes (* 1889 oder 1891 in Sherman (Texas) (laut anderen Angaben 11. Juni 1894); † 27. Juli 1963 in Los Angeles) war eine US-amerikanische Blues- und Gospel-Sängerin und Pianistin.
Die blind geborene Arizona Dranes hatte afroamerikanische Wurzeln und besuchte von 1896 bis 1910 das Texas Institute for Deaf, Dumb and Blind Colored Youth in Austin. Als Jugendliche lernte sie Klavierspiel. Sie gehörte als Predigerin einer Gemeinde der Pfingstbewegung an, der Church of God in Christ (COGIC).
Mit ihrer rauen Stimme und ihrem energetischen, synkopischen Klavierspiel gehörte sie zu den ersten afroamerikanischen Musikern, die – vermittelt durch COGIC-Gründer Bishop Charles Harrison Mason – Gelegenheit zu Plattenaufnahmen hatten. In ihrem rhythmischen Spiel verwendete sie Barrelhouse Blues und Ragtime-Piano. Von Dranes existieren aus der Zeit von 1926 bis 1929 lediglich sechzehn Songs, die sie für Okeh Records einspielte, wie „Crucifixion“, „I Shall Wear a Crown“,  „I'm Going Home on the Morning Train“, „It's All Right Now“, „Lambs Blood Has Washed Me Clean“ und „My Soul's a Witness for the Lord“. Sister Rosetta Tharpe und Jerry Lee Lewis bezeichneten sich als von Dranes beeinflusst. In späteren Jahren war sie weiterhin als Predigerin für Bishop Masons COGIC-Kirche unterwegs.
Das Album He Is My Story: The Sanctified Soul of Arizona Dranes von Arizona Dranes (Produzent der Zusammenstellung: Josh Rosenthal; Technik: Bryan Hoffa, Christopher King) erhielt 2013 eine Grammy-Nominierung in der Kategorie Bestes historisches Album.

## Diskographische Hinweise
- 1926-1929 (Herwin, 1976)
- Complete Recorded Works: 1926–1929 (Document, 1994)
- He Is My Story: The Sanctified Soul of Arizona Dranes (Tompkins Square, 2012)